# Navas de Estena
Navas de Estena é um município da Espanha na província de Ciudad Real, comunidade autónoma de Castilla-La Mancha, de área 146,54 km² com população de 408 habitantes (2006) e densidade populacional de 2,70 hab/km².

## Demografia
| Variação demográfica do município entre 1991 e 2004 | Variação demográfica do município entre 1991 e 2004 | Variação demográfica do município entre 1991 e 2004 | Variação demográfica do município entre 1991 e 2004 |
| --------------------------------------------------- | --------------------------------------------------- | --------------------------------------------------- | --------------------------------------------------- |
| 1991                                                | 1996                                                | 2001                                                | 2004                                                |
| 456                                                 | 451                                                 | 407                                                 | 395                                                 |